# Anthracosiphon hertae
Anthracosiphon hertae är en insektsart som beskrevs av Hille Ris Lambers 1947. Anthracosiphon hertae ingår i släktet Anthracosiphon och familjen långrörsbladlöss. Enligt den finländska rödlistan är arten sårbar i Finland. Arten är reproducerande i Sverige. Artens livsmiljö är öppna, mineralfattiga myrar. Inga underarter finns listade i Catalogue of Life.